# Abadía de Kirkjubæjar
La Abadía de Kirkjubæjar (en islandés: Kirkjubæjarklaustur) estuvo en funcionamiento desde 1186 hasta la reforma protestante en 1550, fue un monasterio católico en Islandia de las monjas de la Orden de San Benito. Se encuentra en Kirkjubæjar. Islandia tenía nueve comunidades religiosas antes de la Reforma, dos de los cuales eran monasterios para monjas, de las cuales esta es la primera y la más antigua.
En contraste con otros monasterios de mujeres en Islandia, como la Abadía de Reynistaðar (1295-1563), que fue puesta bajo la autoridad del obispo de Hólar, en la abadía da Kirkjubæjar la abadesa quedó en plena autoridad sobre la comunidad, libre de supervisión episcopal.